# Carlos Curt Zadrozny
Carlos Curt Zadrozny (8 de maio de 1926 – Blumenau, 25 de março de 1990) foi um empresário e político brasileiro.

## Vida
Filho de Teófilo Zadrozny, imigrante polonês nativo de Łódź, e Frieda Rischbieter. Formou-se em ciências jurídicas e sociais na faculdade de direito da Universidade Federal de Santa Catarina. Foi diretor da Artex, fábrica de artefatos têxteis, fundada por seu pai.

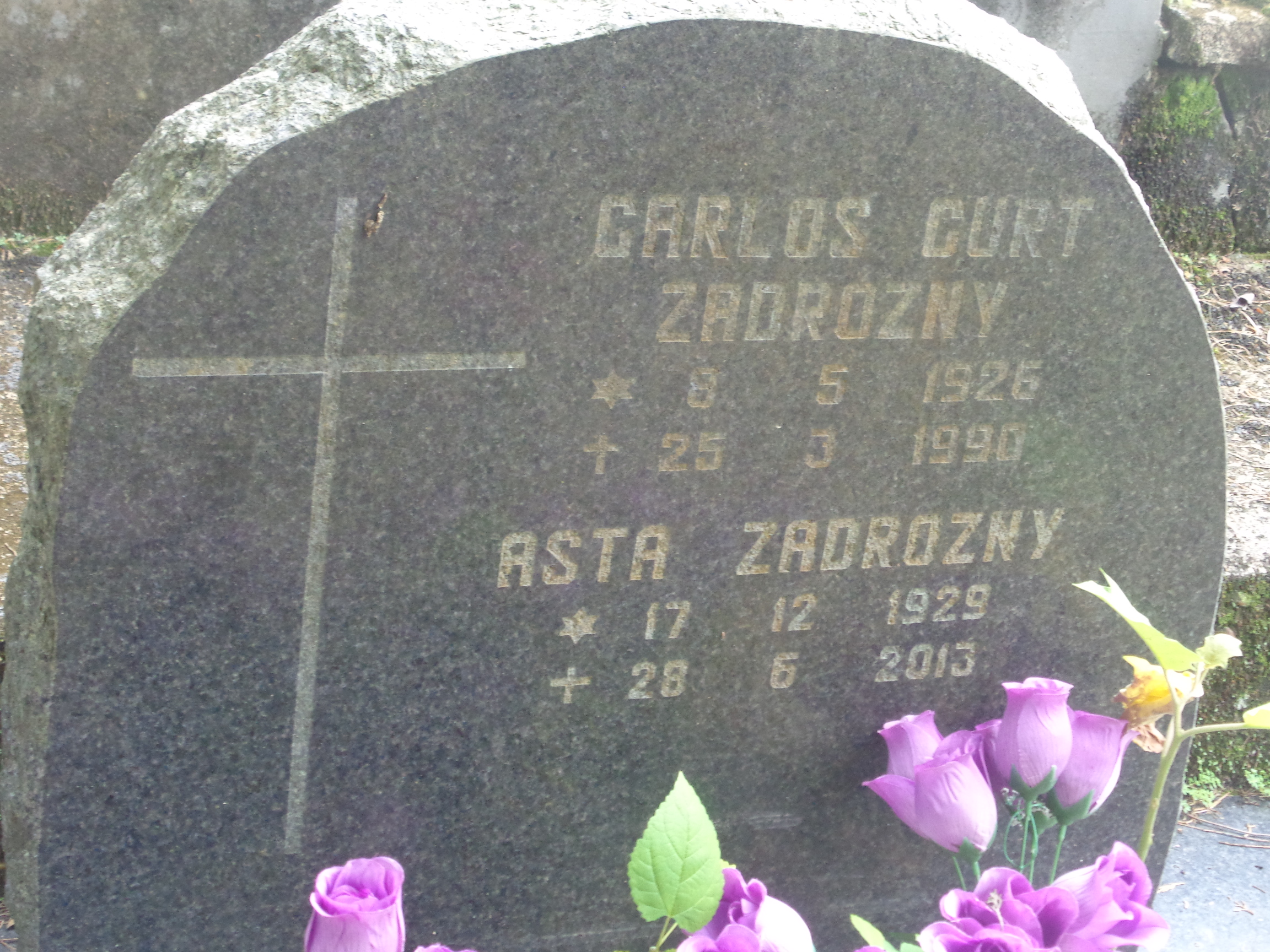
Sepultura no Cemitério da Comunidade Evangélica de Blumenau

Em 3 de outubro de 1965 foi eleito prefeito de Blumenau, cargo que exerceu de 31 de janeiro de 1966 a 31 de janeiro de 1970. Durante o seu mandato foi publicada em 20 de dezembro de 1967 a lei municipal nº 1458, que instituiu a Fundação Universitária de Blumenau (atual Fundação Universidade Regional de Blumenau).